# Antonio Labriola
Antonio Labriola (Cassino, 2 de julho, 1843 — Roma, 12 de fevereiro, 1904) foi um filósofo e teórico marxista italiano. Embora sempre tenha sido um acadêmico e nunca  membro ativo de qualquer partido político, o seu pensamento político exerceu influência sobre muitos teóricos na Itália durante o início do século XX, incluindo o fundador do Partido Liberal italiano (1943), Benedetto Croce e um dos líderes do Partido Comunista Italiano, Antonio Gramsci.

## Biografia
Labbriola nasceu em Cassino, então parte dos Estados Papais, filho de um professor. Em 1861, ingressou na  Universidade de Nápoles. Após a graduação, permaneceu em Nápoles e tornou-se professor. Durante este período, interessou-se por filosofia, história e etnografia.
No início dos anos 1870, Labriola se ocupa do jornalismo e, a partir de então, seus escritos expressam pontos de vista liberais e anticlericais.
Em 1874, é nomeado professor em Roma, onde passará o resto de sua vida ensinando, escrevendo e debatendo.
Embora tivesse sido crítico do liberalismo desde 1873, a sua passagem para marxismo foi gradual, e não se manifestou expressamente como um  socialista até 1889.

## Pensamento
Fortemente influenciado por Georg Wilhelm Friedrich Hegel e Johann Friedrich Herbart, a abordagem de Labriola da teoria marxista era menos ortodoxa e mais aberta do que a de teóricos como Karl Kautsky, por exemplo.
Ele via o marxismo não como um fim ou como um esquema auto-suficiente da história, mas sim como uma coleção de ponteiros para a compreensão histórica. Era necessário que estes ponteiros fossem  um tanto imprecisos  se o marxismo quisesse levar em conta a complexa variedade de processos sociais e de forças atuantes na história.
Segundo Labriola, o marxismo deveria ser entendido como uma "teoria crítica", no sentido de que, para ele, não havia verdades eternas; estava pronto para abandonar as próprias idéias se a experiência demonstrasse essa necessidade. Sua descrição do marxismo como uma "filosofia da práxis" iria aparecer novamente em Gramsci (Cadernos do Cárcere).